# Lord Bellenden
Lord Bellenden, of Broughton, war ein erblicher britischer Adelstitel (Lordship of Parliament) in der Peerage of Scotland.

## Verleihung und Geschichte des Titels
Der Titel wurde am 10. Juni 1661 von König Karl II. an den Treasurer-depute of Scotland William Bellenden, Gutsherr von Broughton in Midlothian, verliehen. Bevor der 1. Lord am 3. September 1671 unverheiratet und kinderlos starb, hatte er am 14. April 1671 verfügt, dass sein Titel und Vermögen an seinen Urgroßneffen John Ker, einen Enkel seiner Cousine mütterlicherseits, und jüngsten Sohn des William Ker, 2. Earl of Roxburghe fallen solle. Dieser änderte daraufhin seinen Familiennamen zu Bellenden. Die Erbregelung wurde am 12. Dezember 1673 durch Royal Charter bestätigt, so dass dieser ihm als 2. Lord nachfolgte. Dessen Enkel, William Bellenden, 7. Lord Bellenden, erbte 1804 beim Tod seines Neffen dritten Grades John Ker, 3. Duke of Roxburghe, auch den Titel 4. Duke of Roxburghe nebst weiteren nachgeordneten Titeln und ergänzte seinen Familiennamen zu Bellenden-Ker. Als der 4. Duke am 22. Oktober 1805 kinderlos starb, erlosch der Lordtitel, während der Duketitel an seinen entfernten Verwandten Sir James Innes, 6. Baronet fiel.

## Liste der Lords Bellenden (1661)
- William Bellenden, 1. Lord Bellenden (um 1604–1671)
- John Bellenden, 2. Lord Bellenden († 1707)
- John Bellenden, 3. Lord Bellenden (1685–1741)
- Ker Bellenden, 4. Lord Bellenden (1725–1753)
- John Ker Bellenden, 5. Lord Bellenden (1751–1796)
- Robert Bellenden, 6. Lord Bellenden (1734–1797)
- William Bellenden-Ker, 4. Duke of Roxburghe, 7. Lord Bellenden (1728–1805)